# ニュース515
ニュース515（ニュースごーいちごー）は、熊本放送（RKKラジオ）で、2021年3月29日から毎週月曜日から木曜日の夕方（JST）に放送されているラジオ番組。2021年から2023年3月までは金曜日にも放送されていた。
この項では、2023年4月以降の金曜日の同時間帯に放送される派生番組ニュース515＋（ニュース515プラス）及び、金曜日の放送形態変更及び改題前の江上浩子のニュース515（えがみひろこのニュースごーいちごー）に関しても述べるものとする。

## 概要

### 「江上浩子のニュース515」として放送開始
2021年4月改編で開始。当初は江上浩子の冠番組として「江上浩子のニュース515」のタイトルで放送されていた。
RKKラジオでは2017年9月末に「小松士郎のラジオのたまご」が終了してから、17時台の自社制作・生放送のワイド番組から撤退していたが、この番組の開始によりそれをニュースワイド番組として復活させる形となったもの。
当初はJRNの全国ニュースである「ネットワークトゥデイ」（TBSラジオ発）をサンドイッチした2部構成であった。

### 2023年の大幅リニューアル、金曜日は派生番組に
その後2023年4月3日からは放送時間を短縮、前半部分であった17:15 - 17:30のみの放送となった。また同時に一部曜日のメインパーソナリティとしてこの年からラジオ局に異動となった同局元アナウンサーで江上の後輩の野溝美子を起用したこともあり冠が外れ、月曜から木曜がストレートニュース中心の「ニュース515」へ改題、金曜は江上が世相をコメンテーターと共に語る派生番組「ニュース515プラス」（ニュース515＋）が新設された。

### 特記事項
日本のラジオニュース、特にローカルのラジオニュースにおいては珍しく、取材音源を用いる番組の一つである。この関係からか、RKKラジオの生番組では珍しく、年末年始には放送を休止する。

## 出演者

### パーソナリティ

#### ニュース515
何れも熊本放送社員で元アナウンサー。
- 江上浩子（熊本放送ラジオ局 ラジオ制作部長[5][6]）（月・火←全曜日）
- 野溝美子（熊本放送ラジオ局 ラジオ制作部次長[3]）（水・木、2023年4月5日 - ）

#### ニュース515プラス
- 江上浩子

#### ニュース515プラスのゲストコメンテーター
かつては全曜日に存在したが、放送形態変更に伴い2023年度より「ニュース515プラス」のみの出演となる。☆は金曜日以外の「江上浩子のニュース515」からの続投で、上妻と宮脇は放送開始当初から起用形態の変更はない。「コメンテーター」と称するが、実態としてはそれよりも江上のパートナーに近い。
- 第1金曜 上妻祥浩（映画評論家）
- 第2金曜 ☆斉場俊之[8]（ライブ配信ディレクター）（2021年度は水曜[9]→2022年度は月曜）
- 第3金曜 ☆田中慎一朗（帯山中学校教頭[10]）（2021・2022年度は火曜担当）
- 第4・第5金曜 宮脇利充（元熊本放送社員・元RKKアナウンサー[11]）

等

### 過去のコメンテーター（『江上浩子のニュース515』時代）
※2022年3月で降板した坂本を除き2023年3月限りで一斉降板。
- 坂本ミオ（熊本市男女共同参画センター『はあもにい』館長）（月曜、初回 - 2022年3月）
- 田畑愛（産婦人科医、フォーシーズンズレディースクリニック院長）（水曜、2022年4月 - 2023年3月）
- 鈴木桂樹（熊本学園大学非常勤講師[12]）（木曜、2021年 - 2023年3月）
- 荒川俊介（金龍堂まるぶん店・店長）（第3金曜、2021年 - 2023年3月）

### その他

#### レギュラー出演者休演時の代役
- 小林明弘（RKKアナウンサー〈当時〉）
  - 2021年8月13日[13]の江上の代役。尚この日は、大雨に伴い内容を変更した為、コメンテーターはなく、気象予報士の森明子（RKK報道部所属）が出演、この年夏の甲子園に出場しており、この日の第1試合で1回戦に出場する予定だったが雨天中止で延期となった熊本県立熊本工業高等学校野球部に関連した話題で沖村孝祐（RKKアナウンサー）も出演した。ちなみに、小林はニュース音源での登場も多かった。

## タイムテーブル

### 「江上浩子のニュース515」時代のタイムテーブル
2021年4月時点
- 17:15
- 17:16頃 ストレートニュース[14] - 取材音源があるものは同社テレビの報道番組「夕方LIVE ゲツキン!」及び「熊日ニュース」用の素材を再編集し使い回している。
- 17:25頃 天気予報
- 17:30 ネットワークトゥデイ（TBSラジオ発）
- 17:46 交通情報